# Dipaia
Di'paia (altgriechisch Δίπαια, lateinisch Dipaea; Einwohner: Διπαιεύς, Plural: Διπαιεῖς) war eine antike griechische Stadt in Arkadien, in der Landschaft Mainalia, vielleicht direkt am Fluss Helisson oder im Gebirge Mainalios, auf alle Fälle in der Nähe von Tegea, denn Herodot nennt nach Tegea auch Dipaia im Zusammenhang von fünf Schlachten, mit denen 470 v. Chr. die Spartaner die Oberherrschaft auf der Peloponnes wieder zurückgewannen.
Später mussten die Einwohner von Dipaia ihre Stadt verlassen. Sie wurden wohl zusammen mit anderen arkadischen Städten in der von den Thebanern neu gegründeten Stadt Megalopolis angesiedelt (371 v. Chr.).
Die genaue Lage der Stadt ist unbekannt. Von Pausanias nur genannt, aber nicht beschrieben, wird es trotzdem heute von Reiseführern und Einheimischen oft identifiziert mit den Ruinen in der Nähe von Davia (= Δαβιά) und deshalb mit Davia selbst (= das mittelalterliche Tavia), dem Hauptort der heutigen Gemeinde Falanthos.